# 66 км (зупинний пункт)
66 кіломе́тр — пасажирський зупинний пункт Херсонської дирекції Одеської залізниці на лінії Снігурівка — 51 км, розташований між станціями Сірогози (11 км) та Нововесела (29 км).
Розташований біля села Дем'янівка Генічеського району Херсонської області.